# 즈이시 여왕 (1272년)
즈이시 여왕(일본어: 瑞子女王 ずいしじょおう[*], 분에이 9년 (1272년) - 겐토쿠 원년 8월 29일 (1329년 9월 22일))은 가마쿠라 시대의 여원이다. 무네타카 친왕의 왕녀이고, 고사가 천황의 손자이다. 고우다 천황의 후궁이다. 원호는 에이카몬인 (永嘉門院)이다. 어머니는 호리카와 토모노리의 딸로, 호리카와 미츠토모의 손녀이다. 츠치미카도 히메기미라고도 불린다.